# Carolyn Hamblin
Carolyn Hamblin – australijska judoczka.
Uczestniczka mistrzostw świata w 1980. Złota medalistka mistrzostw Oceanii w 1977 i srebrna w 1979. Mistrzyni Australii w 1977, 1978 i 1980 roku.